# Santo Tomás, Colombia
Santo Tomás är en ort i Colombia.   Den ligger i departementet Atlántico, i den norra delen av landet, 700 km norr om huvudstaden Bogotá. Santo Tomás ligger 10 meter över havet och antalet invånare är 25 847. Den ligger vid sjön Ciénaga Santo Tomás.
Terrängen runt Santo Tomás är platt, och sluttar österut. Runt Santo Tomás är det ganska tätbefolkat, med 90 invånare per kvadratkilometer. Närmaste större samhälle är Soledad, 17,9 km norr om Santo Tomás. Omgivningarna runt Santo Tomás är huvudsakligen savann.